# DDR-Liga 1977/78
In 1977/78 werd het 28ste seizoen van de DDR-Liga gespeeld, de tweede klasse van de DDR. De vijf groepswinnaars speelden een eindronde waarvan de top twee promoveerde. BSG Stahl Riesa en FC Hansa Rostock promoveerden meteen terug naar de DDR-Oberliga..

## Promotie-eindronde
| Plaats | Club                        | Wed. | W  | G  | V  | Saldo | Ptn.  |
| ------ | --------------------------- | ---- | -- | -- | -- | ----- | ----- |
| 01.    | BSG Stahl Riesa             | 08   | 07 | 01 | 0– | 27:04 | 15:01 |
| 02.    | FC Hansa Rostock            | 08   | 05 | 01 | 02 | 14:09 | 11:05 |
| 03.    | BSG Chemie Leipzig          | 08   | 03 | 01 | 04 | 12:14 | 07:09 |
| 04.    | ASG Vorwärts Neubrandenburg | 08   | 01 | 02 | 05 | 05:17 | 04:12 |
| 05.    | FSV Lokomotive Dresden      | 08   | 01 | 01 | 06 | 07:21 | 03:13 |

### Topschutters
|    | Speler            | Club             | Goals |
| -- | ----------------- | ---------------- | ----- |
| 1. | Eberhard Lippmann | BSG Stahl Riesa  | 7     |
| 2. | Axel Schulz       | FC Hansa Rostock | 4     |
| 2. | Frank Schuster    | BSG Stahl Riesa  | 4     |